# Distance patristique
La distance patristique est la somme des longueurs des branches qui joignent deux points (que ce soient deux espèces vivantes ou éteintes, deux OTU, deux taxons supérieurs ou bien deux nœuds) sur un caulogramme ou un phylogramme moléculaire, morphologique, ou mixte,. Il n'est pas possible de calculer cette distance sur un cladogramme ou sur un chronogramme car les longueurs sont arbitraires dans le premier cas et représentent le temps écoulé dans le second cas (et non une quantité d'évolution). Cette distance peut être interprétée comme la quantité d’évolution qui sépare ces deux espèces, que celle-ci soit due à un éloignement dans le temps et/ou à une hétérogénéité des vitesses évolutives. Sur un cladogramme les longueurs des branches sont arbitraires et n'ont donc aucune signification, il n'est donc pas possible de calculer des distances patristiques à partir de telles représentations.